# 오쿠노다촌
오쿠노다촌(奥野田村)은 야마나시현 히가시야마나시군에 있던 촌이다. 현재의 고슈시 남서부, 주오본선 가쓰누마부도쿄역- 엔잔역사이에 동서로 길게 뻗은 지역에 해당한다

## 역사
- 1875년 4월 27일 - 야마나시군 4개 촌이 합병해 오쿠노다촌이 성립하였다.
- 1878년 7월 22일 - 군구정촌편직법에 의해 오쿠노다촌은 히가시야마나시군에 소속되었다.
- 1889년 7월 1일 - 정촌제 시행에 의해 오쿠노다촌이 단독으로 지자체를 형성하였다.
- 1954년 3월 1일 - 엔잔정에 편입해, 동일 오쿠노다촌은 폐지되었다.

## 교통

### 철도
현재는 구촌에 일본국유철도 주오본선이 지나가지만, 역은 소재하지 않았다.
다만 개통 당시 우미노미야 게이지로가 특별히 역을 만들어 연회를 열었다고 전해진다.

## 참고문헌
- 角川日本地名大辞典 19 山梨県